# Wilhelm Schwarz & Sohn

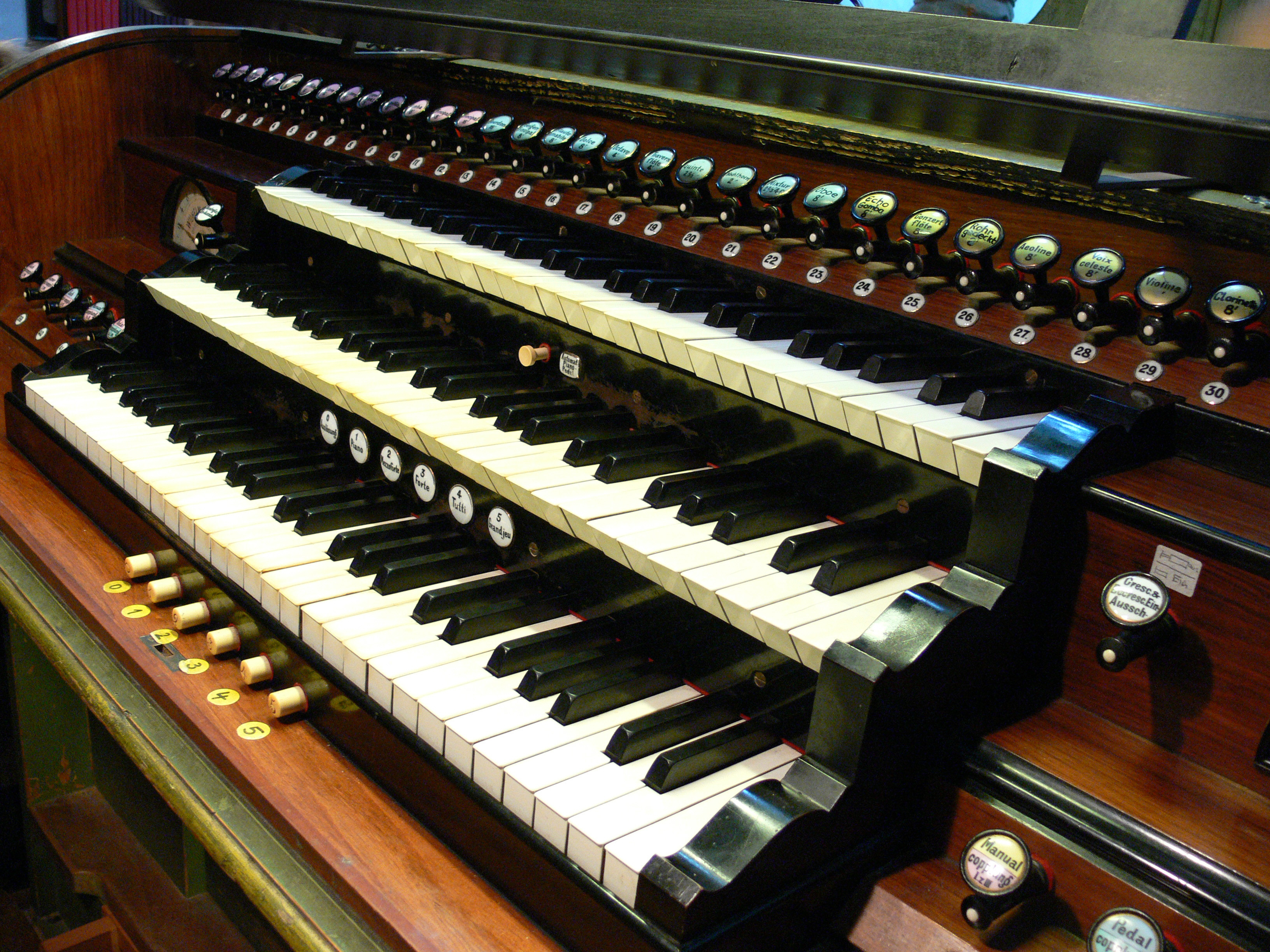
Große Orgel des Salemer Münsters: Spieltisch

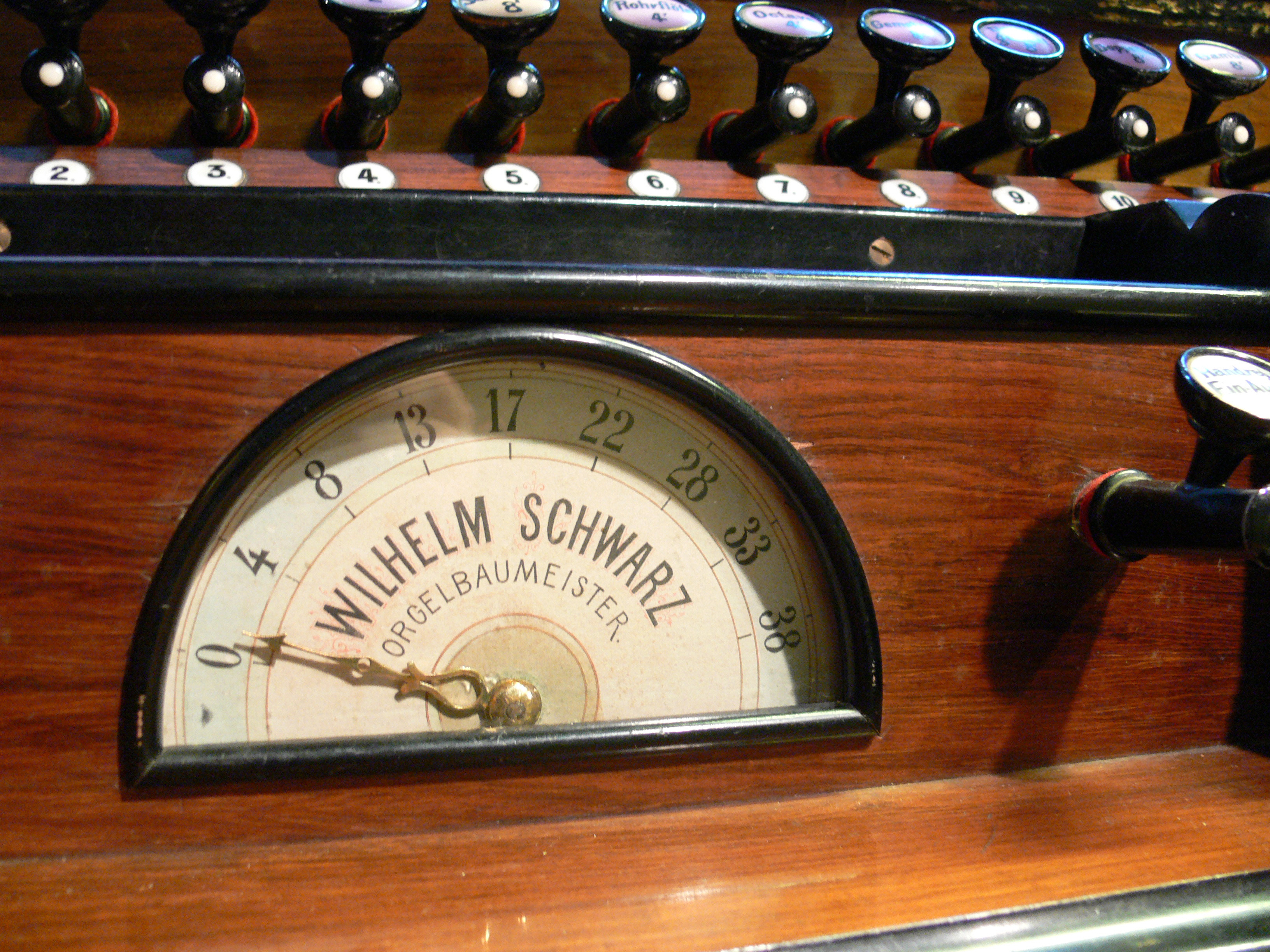
Große Orgel des Salemer Münsters: Crescendoanzeiger mit Orgelbauerkennzeichnung

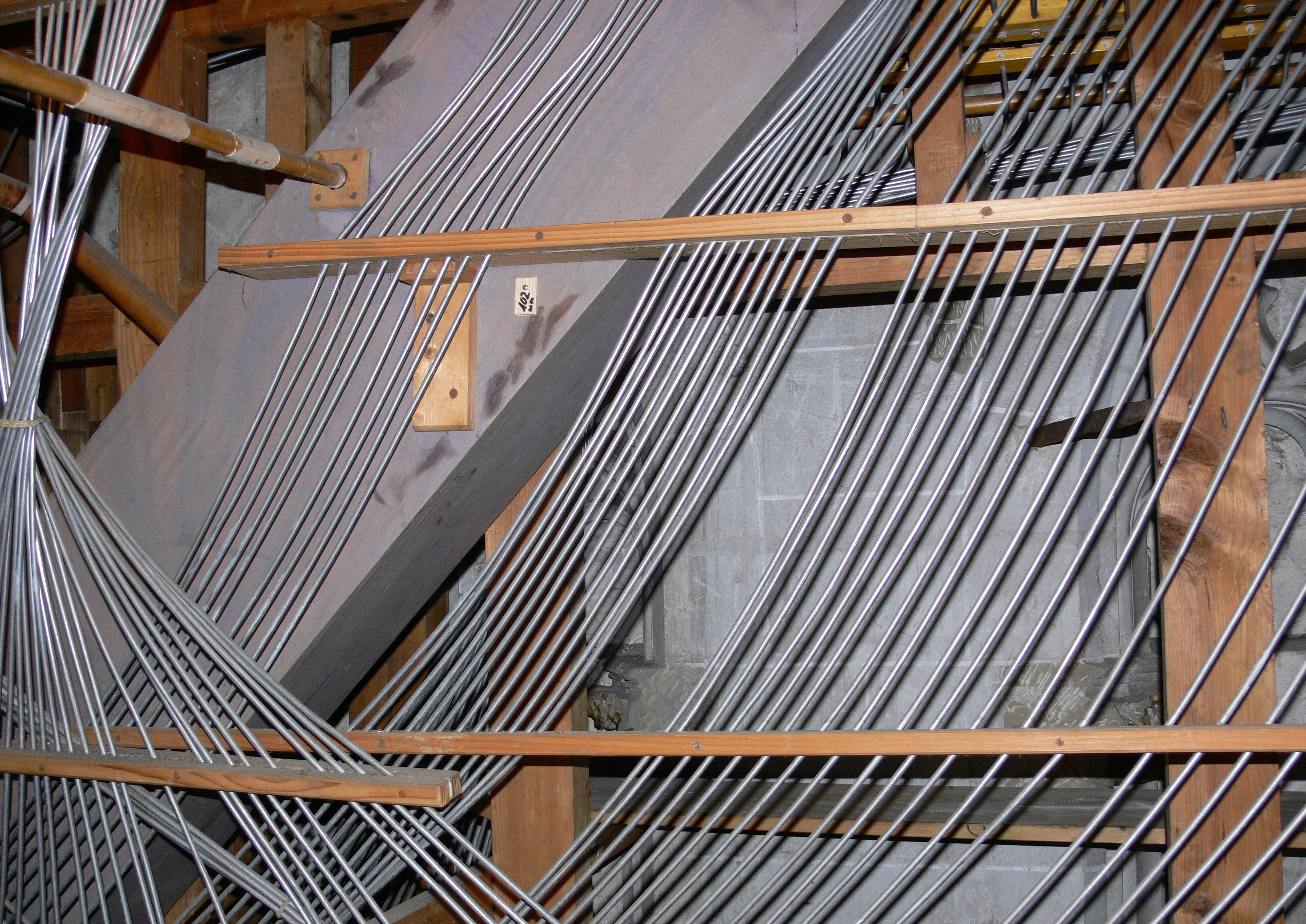
Große Orgel des Salemer Münsters: Bleirohre der pneumatischen Traktur

Wilhelm Schwarz & Sohn war eine Orgelbauwerkstatt in Überlingen am Bodensee.

## Geschichte
Unternehmensgründer war Wilhelm August Schwarz (* 4. Mai 1848 in Mundelfingen; † 20. Januar 1912 in Überlingen). Er wurde bei Joseph Braun in Spaichingen ausgebildet und heiratete 1874 dessen Tochter. Zusammen mit Xaver Mönch begründete er im Jahr 1873 in Überlingen eine Orgelbauwerkstatt. Bereits 1875 gingen die beiden getrennte Wege. Bis etwa 1897 wurden ausschließlich mechanische Kegelladenorgeln erbaut, von denen sich u. a. die Werke in Mahlspüren/Hegau, Burgweiler, Seelfingen, Friedenweiler, Bodman und Hindelwangen erhalten haben.
Der Sohn Friedrich Wilhelm Schwarz d. Ä. (* 10. Juli 1874 in Überlingen; † 11. Januar 1936 in Überlingen) war spätestens ab 1903 im väterlichen Betrieb in leitender Position beschäftigt und ab 1911 Alleininhaber. In den Jahren nach 1900 stieg das Unternehmen zum bedeutendsten Orgelbauer in Baden neben der Durlacher Werkstätte Voit auf.
Aus der Zeit zwischen 1900 und 1915 sind unter anderem die Orgeln im Salemer Münster, in Wittichen, Engelswies, St. Blasien, Gengenbach, Altheim im Bauland, Meßkirch (Altkatholische Kirche) sowie im Pfullendorfer Krankenhaus erhalten. Die Instrumente dieser Jahre wurden nahezu alle mit pneumatischen Kegelladen ausgestattet. Die frühen pneumatischen Instrumente besitzen Spieltische, die stark an jene von Steinmeyer (Oettingen) erinnern.
Die größte in dieser Zeit entstandene Orgel mit 67 Registern befindet sich noch in stillgelegtem Zustand in der Stadtkirche Bühl.
Von 1929 bis 1937 war Friedrich Wilhelm Schwarz d. J. (* 1906 in Überlingen) Alleininhaber, der Enkel des Unternehmensgründers. Er geriet in schwere finanzielle Probleme und versuchte, das Unternehmen durch unlautere Methoden vor dem drohenden Bankrott zu retten. 1937 wurde er unter anderem wegen Betrugs, übler Nachrede und Beihilfe zur Abtreibung zu einer Geldstrafe und zu einer 16-monatigen Freiheitsstrafe verurteilt. Eine erhaltene Orgel von ihm befindet sich in der Schlosskirche zu Heiligenberg.
Sein Cousin Josef Schwarz (* 5. November 1890 in Donzdorf; † 25. Januar 1959 in Überlingen) übernahm daraufhin die Werkstatt. Eine Orgel aus dieser Zeit befindet ist in Röhrenbach erhalten.
Am 1. Mai 1955 wurde die Werkstatt von Eugen Pfaff (* 7. Mai 1905 in Ofteringen; † 7. August 1977 in Überlingen) übernommen. Die Firma wurde um den Zusatz (Inh. E. Pfaff) erweitert. Von 1977 bis zur Betriebsaufgabe 2015 war dessen Sohn Egbert Pfaff (* 19. Juli 1944 in Bühlertal) unter der Firma Orgelbau Egbert Pfaff Alleininhaber.

## Werke
Die Werkstatt baute u. a. folgende Orgeln:
Man. = Manuale     Reg. = Register
| Jahr          | Opus    | Ort                                   | Kirche                                                     | Bild | Man.  | Reg.   | Anmerkungen |
| ------------- | ------- | ------------------------------------- | ---------------------------------------------------------- | ---- | ----- | ------ | --- |
| 1876          |         | Fischbach bei Villingen               |                                                            |      |       |        | |
| 1877          |         | Buchen (Odenwald)                     |                                                            |      |       |        | |
| 1877          |         | Ühlingen                              |                                                            |      |       |        | erhalten |
| 1877          |         | Kirchen bei Geisingen                 |                                                            |      |       |        | |
| 1878          |         | Ewattingen                            | St. Gallus                                                 |      | II/P  | 15     | verändert erhalten |
| 1878          |         | Mahlspüren im Hegau                   | St. Vitus                                                  |      |       |        | erhalten und restauriert |
| 1878          |         | Tiengen (Freiburg im Breisgau)        | Evangelische Symphorian-Kirche                             |      | I/P   | 10     | erhalten und restauriert → Orgel |
| 1879          |         | Aulfingen                             |                                                            |      |       |        | nicht erhalten |
| 1880          |         | Lellwangen                            |                                                            |      |       |        | erhalten und restauriert |
| 1880          |         | Röhrenbach                            |                                                            |      |       |        | stark verändert erhalten |
| 1881          |         | Owingen                               | St. Peter und Paul                                         |      | II/P  | 15     | verändert erhalten → Orgel |
| 1881          |         | Birkendorf                            |                                                            |      |       |        | nicht erhalten, Teile in der Orgel vorhanden |
| 1883          | op. 25  | Honstetten                            | St. Petrus und Katharina                                   |      |       |        | 1967 nach Kehl-Marlen St.Arbogast verkauft. Dort noch vorhanden → Orgel                                                                         |
| 1884          | op. 27  | Seelfingen                            |                                                            |      |       |        | erhalten |
| 1884          | op. 28  | Burgweiler                            | Pfarrkirche St. Blasius                                    |      | II/P  | 13     | erhalten, 2018 restauriert durch Stehle Orgelbau GmbH                                                                                           |
| 1886          |         | Sunthausen                            |                                                            |      |       |        | |
| 1887          | op. 38  | Neuhausen (Hegau)                     | St. Blasius                                                |      | I/P   | 7      | original erhalten → Orgel |
| 1887          |         | Hausen im Tal                         |                                                            |      |       |        | Windladen und Teile des Pfeifenwerks erhalten                                                                                                   |
| 1887          | op. 41  | Singen (Hohentwiel)                   | altkatholische St.-Thomas-Kirche                           |      | I/P   | 8      | erhalten und restauriert |
| 1887          |         | Schlatt                               | St. Sebastian                                              |      |       |        | nur einige Register im Neubau von Fischer & Krämer (1994) erhalten → Orgel                                                                      |
| 1888          |         | Lichtenau                             | Evangelische Kirche                                        |      |       |        | erhalten |
| 1889          |         | Eßlingen auf der Baar                 |                                                            |      |       |        | verändert erhalten |
| 1890          | op. 50  | Baden-Baden                           | Kloster vom Heiligen Grab                                  |      |       |        | verändert erhalten |
| 1890          | op. 51  | Gutenstein an der Donau               | St. Gallus                                                 |      |       |        | Gehäuse und Teile des Pfeifenwerks erhalten → Orgel                                                                                             |
| 1891          | op. 56  | Hindelwangen                          |                                                            |      |       |        | erhalten und restauriert |
| 1891          |         | Mühlenbach                            |                                                            |      |       |        | Beratung G.Schweitzer |
| 1891          | op. 61  | Bodman                                | St. Peter und Paul                                         |      |       |        | erhalten, Beratung Ernst de Werra |
| 1892          | op. 64  | Friedenweiler                         | Klosterkirche                                              |      |       |        | erhalten, mechan. Registerschweller, 2010 restauriert                                                                                           |
| 1893          |         | Weisweil                              | St. Laurentius                                             |      |       |        | erhalten |
| 1893          | op. 68  | Jechtingen                            | St. Cosmas und Damian                                      |      |       |        | erhalten und restauriert → Orgel |
| 1893          | op. 69  | Grüningen (Baden)                     | St. Mauritius                                              |      |       |        | erhalten |
| 1894          |         | Gremmelsbach                          | St. Josef                                                  |      | I/P   | 8      | erhalten und restauriert → Orgel |
| 1894          | op. 71  | Tunsel                                | St. Michael                                                |      |       |        | verändert erhalten, Beratung G. Schweitzer → Orgel                                                                                              |
| 1894          | op. 74  | Sasbach am Kaiserstuhl                | St. Martin                                                 |      | II/P  | 12     | erhalten und restauriert → Orgel |
| 1895          |         | St. Roman                             |                                                            |      |       |        | nicht erhalten |
| 1896          |         | Bad Bellingen                         | St. Leodegar                                               |      | II/P  | 16     | seit 2007 in der evangelischen Kirche Wolfshagen/Uckermark mit Umbauten erhalten, St. Leodegar erhielt Orgelneubau von Metzler Orgelbau → Orgel |
| 1897          |         | Rheinsheim                            |                                                            |      |       |        | |
| 1897          |         | Zell am Harmersbach                   | Maria zu den Ketten                                        |      |       |        | nicht erhalten |
| 1897          |         | Tiergarten                            |                                                            |      |       |        | |
| 1898          | op. 86  | Pfaffenweiler                         | Heilige Dreifaltigkeit                                     |      |       |        | nicht erhalten, Neubau in der neuen Kirche 1981 Orgelbau Winterhalter                                                                           |
| 1899          |         | Haueneberstein                        |                                                            |      |       |        | 1957 Umbau Pfaff, 2008 Neubau Matz & Luge, div. Pfeifen erhalten                                                                                |
| 1899          | op. 92  | Balzfeld                              | Kath. Kirche                                               |      |       |        | erhalten und restauriert |
| 1899          | op. 94  | Gengenbach                            | Kath. Stadtpfarrkirche St. Marien                          |      |       |        | erhalten, Zusammenarbeit mit Joseph Dettlinger nach Entwurf von Max Meckel                                                                      |
| 1900          |         | Bonndorf                              |                                                            |      |       |        | stark verändert erhalten |
| 1900          |         | Schatthausen                          |                                                            |      |       |        | |
| 1901          | op. 100 | Salem                                 | Münster, Dreifaltigkeits-Orgel (Große Orgel)               |      |       |        | Werk in einem bereits vorhandenen klassizistischen Prospekt, erhalten → Orgel                                                                   |
| 1901          | op. 101 | Altheim bei Meßkirch                  | St. Pankratius                                             |      |       |        | Gehäuse und Pfeifenwerk erhalten |
| 1901          | op. 103 | Meßkirch                              | Stadtkirche St. Martin                                     |      |       |        | Windladen und Pfeifenwerk erhalten, Prospekt 1959 verkauft; steht jetzt in der Stadtkirche Aalen                                                |
| 1902          | op. 109 | Amoltern                              | St. Vitus                                                  |      |       |        | erhalten, Beratung G. Schweitzer → Orgel |
| 1902          | op. 106 | Epfenhofen                            | St. Gallus                                                 |      |       |        | erhalten, Beratung Ernst de Werra |
| 1902          |         | Hierbach                              | Sel. Bernhard von Baden                                    |      |       |        | verändert erhalten |
| 1902          |         | Malschenberg                          |                                                            |      |       |        | Beratung Franz Steinhart |
| 1902          | op. 107 | Sinzheim                              | Pfarrkirche St. Martin                                     |      |       |        | pneumatisch, restauriert 1989 |
| 1902          |         | Ohlsbach                              |                                                            |      |       |        | |
| 1903          | op. 112 | Engelswies                            | Wallfahrtskirche zur Schmerzhaften Muttergottes Engelswies |      |       |        | mit Dispositionsänderungen erhalten → Orgel |
| 1903          |         | Wolterdingen                          | St. Kilian                                                 |      |       |        | stark verändert erhalten |
| 1903          |         | Gissigheim                            |                                                            |      |       |        | |
| 1903          |         | Radolfzell                            | Münster Unserer Lieben Frau                                |      |       |        | Gehäuse erhalten |
| 1904          | op. 119 | Eggingen                              | St. Gallus                                                 |      | II/P  | 16     | erhalten, 2010 Generalüberholung durch Mönch → Orgel                                                                                            |
| 1904          |         | Bretzingen                            | St. Sebastian und Vitus                                    |      |       |        | |
| 1904          |         | Hörden                                | St. Johannes Nepomuk                                       |      |       |        | Gehäuse und einige Register erhalten, Beratung Franz Steinhart                                                                                  |
| 1904          |         | Büßlingen                             | St. Martin                                                 |      |       |        | verändert erhalten |
| 1904          | op. 124 | Großweier                             | St. Martin                                                 |      |       | 19     | erhalten/restauriert |
| 1905          | op. 123 | Höllstein                             | St. Maria Immaculata                                       |      |       |        | verändert erhalten, zwei Vacatkanzellen, Beratung G. Schweitzer → Orgel                                                                         |
| 1905          | op. 127 | Bamlach                               | St. Peter und Paul                                         |      |       |        | seit 2012 im Kloster der Heilig-Kreuz-Schwestern Bratislava, verändert erhalten → Orgel                                                         |
| 1905          | op. 128 | Schapbach                             | St. Cyriakus                                               |      |       |        | 2013 Vermittlung durch Andreas Schmidt nach Luckow/Uckermark Dorfkirche, original erhalten → Orgel                                              |
| 1905          | op. 130 | Dittwar                               | St. Laurentius                                             |      |       |        | erhalten |
| 1905          | op. 131 | Oberlauda                             |                                                            |      |       |        | erhalten |
| 1905          | op. 132 | Meßkirch                              | Liebfrauenkirche                                           |      |       |        | erhalten → Orgel |
| 1905          | op. 133 | Hammereisenbach                       | St. Johann                                                 |      |       |        | |
| 1906          | op. 134 | Moosbronn                             | Wallfahrtskirche Maria Hilf                                |      |       |        | Beratung Franz Steinhart |
| 1906          | op. 136 | Großrinderfeld                        | St. Michael                                                |      |       |        | erhalten |
| 1906          | op. 137 | Steinsfurt                            |                                                            |      |       |        | nur Gehäuse erhalten |
| 1906          | op. 138 | Wyhlen                                | St. Georg                                                  |      |       |        | nicht erhalten |
| 1907          | op. 140 | Ehingen im Hegau                      |                                                            |      |       |        | |
| 1907          | op. 141 | Schönfeld                             |                                                            |      |       |        | |
| 1907          | op. 142 | Pfullendorf                           | Heilig-Geist-Spital                                        |      |       |        | mechanische Schleiflade, erhalten |
| 1907          | op. 144 | Muggensturm                           | Maria Königin                                              |      | II/P  | 26     | erhalten, restauriert |
| 1907          |         | Boxberg                               |                                                            |      |       |        | |
| 1908          | op. 151 | Altheim im Bauland                    | St. Valentin                                               |      |       | 20     | erhalten und restauriert |
| 1908          |         | Bonndorf im Schwarzwald               | St. Peter und Paul                                         |      |       |        | einige Register erhalten beim Neubau → Orgel |
| 1908          |         | Eubigheim                             |                                                            |      |       |        | |
| 1908          |         | Schönau im Schwarzwald                | Mariä Himmelfahrt                                          |      | III/P | 41     | 1956–1959 Erweiterung mit einem Rückpositivs → Orgel                                                                                            |
| 1908          |         | Tauberbischofsheim                    | Martinskapelle                                             |      |       |        | 1945 nach Mannheim, Herz Jesu Kirche, heute in Bremen-Walle St. Immanuel erhalten                                                               |
| 1909          | op. 153 | Wittichen                             | Klosterkirche                                              |      | II/P  | 12     | erhalten; restauriert 2007 → Orgel |
| 1909          |         | Villingen                             | Münster Unserer Lieben Frau                                |      |       | 31     | 1978 durch Sandtner ersetzt |
| 1909          |         | Buchheim im Breisgau                  | St. Stephanus                                              |      |       |        | |
| 1909          |         | Herbolzheim im Breisgau               | St. Alexius                                                |      |       |        | erhalten; restauriert 2008 |
| 1909          |         | Kaltbrunn                             |                                                            |      |       |        | |
| 1909          |         | Bachheim bei Löffingen                | St. Peter und Paul                                         |      |       |        | |
| 1910          |         | Mannheim-Waldhof                      |                                                            |      |       |        | |
| 1910          | op. 161 | Neustadt im Schwarzwald               | St. Jakobus                                                |      |       | 30     | in den 1950er-Jahren durch Dold umgebaut, 1995 ersetzt → Orgel                                                                                  |
| 1910          | op. 162 | Schuttertal                           | St. Josef                                                  |      |       |        | erhalten und restauriert |
| 1910          | op. 165 | Schlatt am Randen                     |                                                            |      |       |        | erhalten |
| 1911          | op. 166 | Freudenberg am Main                   |                                                            |      |       |        | |
| 1911          | op. 167 | Deggenhausen                          |                                                            |      |       |        | Gehäuse erhalten |
| 1911          | op. 169 | Ketsch am Rhein                       |                                                            |      |       |        | |
| 1911          | op. 170 | Urach im Schwarzwald                  |                                                            |      |       |        | |
| 1912          | op. 172 | Niederwasser                          |                                                            |      |       |        | nicht erhalten |
| 1912          | op. 173 | Odenheim                              |                                                            |      |       |        | stark verändert erhalten |
| 1912          | op. 175 | Meersburg (Aufstellungsort unbekannt) |                                                            |      |       |        | |
| 1912          | op. 176 | Nesselried                            | Pfarrkirche Mariä Himmelfahrt                              |      |       | 15     | |
| 1912          | op. 178 | Offenburg                             | Dreifaltigkeitskirche                                      |      | II/P  | 35     | stark verändert erhalten → Orgel |
| 1912          | op. 179 | Mauchen                               |                                                            |      |       |        | verändert erhalten |
| 1912          | op. 181 | Unterwittighausen                     |                                                            |      |       |        | |
| 1913          | op. 182 | St. Blasien                           | Dom St. Blasien                                            |      | III/P | 52     | erhalten → Orgel |
| 1913          | op. 185 | Schenkenzell                          | St. Ulrich                                                 |      | II/P  | 14     | 1982 technisch verändert erhalten → Orgel |
| 1914          | op. 186 | Waldkirch bei Waldshut                | St. Maria Himmelfahrt                                      |      |       |        | verändert erhalten |
| 1914          | op. 187 | Kirchhofen im Breisgau                | St. Maria Himmelfahrt                                      |      |       |        | |
| 1914          |         | Zürich                                |                                                            |      |       |        | |
| 1916          |         | Windischbuch                          |                                                            |      |       |        | |
| 1919          | op. 191 | Worblingen                            | St. Nikolaus                                               |      | II/P  | 38     | verändert erhalten, ursprünglich 26 Register |
| 1919          |         | Krautheim an der Jagst                |                                                            |      |       |        | |
| 1921          | op. 200 | Freiburg im Breisgau                  | St. Martin                                                 |      | III/P | 55     | nicht erhalten, am 27. November 1944 durch Bombardement zerstört                                                                                |
| 1921          |         | Basadingen                            | Paritätische Kirche St. Martin                             |      | II/P  | 16     | Ersetzte Werk von Friedrich Haas, Gehäuse erhalten. → Orgel                                                                                     |
| 1922          |         | Neudenau                              |                                                            |      |       |        | |
| 1920          |         | Tennenbronn                           |                                                            |      |       |        | |
| 1922          |         | Grunern                               |                                                            |      |       |        | nicht erhalten |
| 1923          | op. 208 | Schlageten                            |                                                            |      |       |        | erhalten |
| 1924          |         | Freiburg-Wiehre                       | St. Johann                                                 |      | III/P | 48     | Umbau 1958 durch Willy Dold, 1981 durch Neubau von Metzler ersetzt.                                                                             |
| 1924          |         | Baden-Baden-Weststadt                 | St. Bernhard                                               |      | III/P | 46     | Vervollständigung der Voit-Orgel von 1921, 1958 Umbau, 2008 restauriert.                                                                        |
| 1924          |         | Schonach                              |                                                            |      |       |        | |
| 1925          | op. 213 | Konstanz                              | Kloster Zoffingen                                          |      |       |        | nicht erhalten |
| 1925          |         | Kappel bei Villingen                  |                                                            |      |       |        | verändert erhalten |
| 1926          | op. 219 | Oedsbach                              |                                                            |      |       |        | erhalten |
| 1926          | op. 220 | Mexico                                |                                                            |      |       |        | |
| 1928          | op. 224 | Bühl                                  | St. Peter und Paul                                         |      | III/P | 60+7   | → Orgel + → Orgel |
| 1928          | op. 225 | Nöggenschwiel                         |                                                            |      |       |        | stark verändert erhalten |
| 1928          | op. 226 | St. Blasien                           | evangelische Kirche                                        |      |       |        | bei Kirchenbrand zerstört |
| 1928          | op. 227 | Gamshurst                             |                                                            |      |       |        | (Gebrauchtorgel aus Bühl) nur Freipfeifen-Gehäuse erhalten                                                                                      |
| 1928          | op. 229 | Tillna in Kolumbien                   |                                                            |      |       |        | |
| 1929          | op. 232 | Belen in Kolumbien                    |                                                            |      |       |        | |
| 1929          | op. 234 | Allensbach                            | St. Nikolaus                                               |      |       |        | erhalten |
| 1930          | op. 237 | Heiligenberg                          | Schlosskirche                                              |      |       |        | erhalten |
| 1930          | op. 240 | Blumegg                               | St. Benedikt                                               |      | I/P   | 7      | erhalten, stillgelegt → Orgel |
| 1930          | ?       | Villingen                             | St. Fidelis                                                |      |       |        | |
| 1931          | op. 243 | Überlingen am Bodensee                | evangelische Kirche                                        |      |       |        | stark verändert erhalten |
| 1932          | op. 245 | Ambado in Ecuador                     |                                                            |      |       |        | |
| 1934          | op. 247 | Bad Säckingen                         | Fridolinsmünster                                           |      |       |        | Gehäuse und Tuba 32' erhalten |
| 1934          | op. 249 | Oberbiederbach                        | Wallfahrtskirche                                           |      |       |        | erhalten, restauriert E.R. Hartenthaler |
| 1934          | op. 250 | Spanjaard in Holland                  |                                                            |      |       |        | |
| 1934          | op. 251 | Wessingen                             | katholische Kirche St. Wolfgang                            |      | II/P  | 11     | original erhalten, restauriert |
| 1935          | op. 252 | Watterdingen                          |                                                            |      |       |        | |
| 1935          | op. 253 | Mosbach                               | katholische Stadtpfarrkirche                               |      |       |        | |
| 1937          |         | Ottersweier                           | St. Johannes                                               |      |       |        | teilweise erhalten, stillgelegt |
| 1941          |         | Unzhurst                              | St. Cyriacus                                               |      | III/P | 38     | original erhalten |
| zw. 1937/1943 |         | Seebach                               |                                                            |      |       |        | verändert erhalten |
| zw. 1937/1943 |         | Böhringen                             |                                                            |      |       |        | verändert erhalten |
| zw. 1937/1943 |         | Furtwangen                            |                                                            |      |       |        | nicht erhalten, im Gehäuse der Vorgängerorgel von Martin Braun, Hofen bei Spaichingen                                                           |
| zw. 1937/1943 |         | Reiselfingen                          |                                                            |      |       |        | |
| zw. 1937/1943 |         | Schönenbach im Schwarzwald            |                                                            |      |       |        | |
| zw. 1937/1943 |         | Röhrenbach                            |                                                            |      |       |        | erhalten, elektropneumatischer Umbau der Schwarz-Orgel von 1880                                                                                 |
| zw. 1937/1943 |         | Fischbach bei Villingen               |                                                            |      |       |        | |
| 1942          |         | Faulbach                              |                                                            |      |       |        | |
| 1942/1943     |         | Bilfingen                             | Wallfahrtskirche Johannes der Täufer                       |      |       |        | |
| 1942/1943     |         | Ottenhöfen                            |                                                            |      |       |        | |
| 1943/1944     |         | Bräunlingen                           | Unsere liebe Frau vom Berge Karmel                         |      |       |        | 1975 Neubau durch Pfaff, dabei Erweiterung um ein Rückpositiv                                                                                   |
| 1950          |         | Yach bei Elzach                       |                                                            |      | II    | 27     | pneumatisch, erhalten, Prospekt & Disposition ähnlich Seebach                                                                                   |
| 1957          |         | Grafenhausen                          |                                                            |      |       |        | |
| 1957          |         | Kippenheim                            |                                                            |      |       |        | |
| 1957          |         | Unterbichtlingen                      |                                                            |      |       |        | |
| 1957          |         | Lauf (Baden)                          |                                                            |      |       |        | |
| 1958          |         | Offenburg                             | Dreifaltigkeitskirche                                      |      | II/P  | 48     | erhalten, elektropneumatischer Umbau der Schwarz-Orgel von 191; 2005 durch Orgelbau Vier saniert und erweitert auf 50 Register → Orgel          |
| 1962          |         | Bühl, Niederbronner Schwestern        | Klosterkirche                                              |      |       |        | |
| 1964          |         | Lautenbach im Renchtal                |                                                            |      |       |        | |
| 1965          |         | Achkarren                             | St. Georg                                                  |      | II    | 18     | → Orgel |
| 1965          |         | Lehen                                 |                                                            |      |       |        | |
| 1966          |         | Nußbach (Oberkirch)                   | St. Sebastian                                              |      |       |        | |
| 1966          |         | Baden-Baden-Balg                      | St. Eucharius                                              |      |       |        | |
| 1967          |         | Nußbach                               | St. Sebastian                                              |      | II/P  | 17     | → Orgel |
| 1968          |         | Löffingen                             | St. Michael                                                |      |       |        | erhalten |
| 1968          |         | Sulzburg                              | Seliger Bernhard von Baden                                 |      | II/P  | 9      | → Orgel |
| 1968          |         | Überlingen                            | Münster Hauptorgel                                         |      |       |        | → Orgel |
| 1969          |         | Kürzell                               |                                                            |      |       |        | Teile der Orgel von 1887 übernommen |
| 1970          |         | Leutershausen                         | St. Johannes Baptist                                       |      | II    | 20     | |
| 1971          |         | Birkendorf                            |                                                            |      |       |        | |
| 1971          |         | Esseratsweiler                        |                                                            |      |       |        | |
| 1972          |         | Rheinheim                             |                                                            |      |       |        | |
| 1973          |         | Heidelberg-Boxberg                    | St. Paul                                                   |      | II/P  | 25     | |
| 1974          |         | Bernau                                |                                                            |      |       |        | |
| 1975          |         | Zell am Andelsbach                    | St. Peter und Paul                                         |      |       |        | |
| 1976          |         | Waldsassen                            | Stiftsbasilika Chororgel                                   |      |       |        | heute in Trausnitz erhalten, Neubau Georg Jann 1983                                                                                             |
| 1977          |         | Stollhofen                            | St Erhard                                                  |      | II/P  | 18     | → Orgel |
| 1979          |         | Pforzheim                             | Herz Jesu                                                  |      | III/P | 40     | |
| 1983          |         | Dietershofen bei Meßkirch             | St. Nikolaus                                               |      | I/P   | 10     | → Orgel |
| 1983          |         | Wiesenbach                            | St. Michael                                                |      | II/P  | 12     | |
| 1984          |         | Bronnen bei Waldshut, Kloster         |                                                            |      |       |        | |
| 1984          |         | Volkertshausen                        | St. Verena                                                 |      | II/P  | 21     | → Orgel |
| 1984          |         | Überlingen                            | Hausorgel Konle                                            |      | III/P | 10 + 5 | ab 2018 Interimsorgel Auferstehungskirche Überlingen, seit 2021 in der Johanneskirche Owingen (Bild) → Orgel                                    |
| 1986          |         | Illmensee                             |                                                            |      |       |        | |
| 1992          |         | Östringen                             |                                                            |      |       |        | |
| 1993          |         | Bietingen bei Meßkirch                |                                                            |      |       |        | |
| 1993          |         | Utzenstorf (Schweiz)                  | St. Peter und Paul                                         |      | II/P  | 15     | → Orgel |
| 1994          |         | Andelshofen                           |                                                            |      |       |        | |
| 1996          |         | Gunningen                             | St. Georg                                                  |      | II/P  | 13     | → Orgel |

Die folgenden Orgeln sind nicht mehr erhalten
| Jahr      | Opus    | Ort                                                   | Bemerkungen |
| --------- | ------- | ----------------------------------------------------- | --- |
| 1875      |         | Überlingen, Evang. Kirche                             | nicht erhalten |
| 1875      |         | Billafingen                                           | nicht erhalten |
| 1875      |         | Denkingen bei Pfullendorf                             | nicht erhalten |
| 1876      |         | Meersburg, Evang. Kirche                              | nicht erhalten |
| 1876      |         | Bergheim bei Markdorf                                 | nicht erhalten |
| 1879      |         | Limpach                                               | nicht erhalten |
| 1881      |         | Liggeringen                                           | nicht erhalten |
| 1882      |         | Stockach, Kath. Stadtpfarrkirche                      | nicht erhalten |
| 1882      |         | Bermatingen                                           | nicht erhalten |
| 1882      |         | Merdingen                                             | nicht erhalten |
| 1883      |         | Niederhausen im Breisgau                              | nicht erhalten |
| 1884      | op. 26  | Dettingen bei Konstanz                                | nicht erhalten |
| 1884      | op. 29  | Stockach, Evang. Kirche                               | nicht erhalten |
| 1884      | op. 30  | Laufenburg                                            | nicht erhalten |
| 1885      |         | Espasingen                                            | nicht erhalten |
| 1886      |         | Singen am Hohentwiel, Evang. Kirche                   | nicht erhalten |
| 1886      |         | Rust                                                  | nicht erhalten |
| 1887      |         | Kappel bei Neustadt (Schwarzwald)                     | nicht erhalten |
| 1887      | op. 36  | Kürzell                                               | nicht erhalten, Teile im Umbau 1967 übernommen                                                                                       |
| 1887      |         | Erlach bei Oberkirch                                  | nicht erhalten |
| 1887      | op. 38  | Neuhausen im Hegau                                    | erhalten |
| 1887      | op. 39  | Bräunlingen                                           | nicht erhalten |
| 1889      |         | Überlingen, Münster                                   | nicht erhalten, Beratung Johann Baptist Molitor                                                                                      |
| 1889      |         | Oberlauchringen                                       | nicht erhalten |
| 1889      |         | Grafenhausen bei Waldshut                             | nicht erhalten |
| 1890      |         | Berghaupten                                           | nicht erhalten, mechan. Registerschweller                                                                                            |
| 1890      | op. 55  | Vimbuch                                               | nicht erhalten |
| 1891      | op. 57  | Meersburg, Seminarkirche                              | nicht erhalten |
| 1891      |         | Pfohren                                               | nicht erhalten |
| 1891      |         | Schonach                                              | nicht erhalten |
| 1892      |         | Nußbach                                               | nicht erhalten |
| 1892      |         | Oberschwandorf                                        | nicht erhalten |
| 1892      |         | Waldau, St. Nikolaus                                  | nicht erhalten |
| 1892      |         | Welschensteinach                                      | nicht erhalten, Gehäuse und 6 Register aus der Vorgängerorgel von Mathias Martin 1805, Beratung Gustav Schweitzer                    |
| 1893      | op. 67  | Bohlingen                                             | nicht erhalten, mechan. Registerschweller                                                                                            |
| 1893      | op. 70  | Seefelden                                             | nicht erhalten |
| 1894      |         | Schluchsee                                            | nicht erhalten |
| 1895      |         | Hausach an der Schwarzwaldbahn                        | nicht erhalten, Pedal und Registertraktur röhrenpneumatisch, Beratung G.Schweitzer                                                   |
| 1895      |         | Bühl, Kath. Stadtpfarrkirche                          | nicht erhalten, kam 1928 nach Gamshurst, dort nicht erhalten, Beratung Gageur                                                        |
| 1896      |         | Sipplingen                                            | nicht erhalten |
| 1896      |         | Hornberg im Schwarzwald                               | nichts erhalten |
| 1897      |         | Freiburg im Breisgau, Mutterhaus (welches)            | nicht erhalten |
| 1897      |         | Ortenberg                                             | nicht erhalten |
| 1897      | op. 80  | Zizenhausen                                           | nicht erhalten |
| 1898      |         | Friedingen im Hegau                                   | nicht erhalten |
| 1898      |         | Malsch bei Wiesloch                                   | nicht erhalten, 1974 Neubau durch Weise                                                                                              |
| 1898      | op. 88  | Öhningen am Bodensee                                  | nicht erhalten |
| 1898      |         | Wallbach                                              | nicht erhalten |
| 1898      |         | Todtnau                                               | nicht erhalten, Beratung G. Schweitzer                                                                                               |
| 1899      |         | Moos bei Bühl                                         | nicht erhalten, Beratung G. Schweitzer                                                                                               |
| 1900      | op. 99  | Eisental                                              | nicht erhalten, Gehäuse heute in Ettlingenweier, Pfeifen heute teils in neuer Orgel in Marxzell-Pfaffenrot, Beratung Franz Steinhart |
| 1900      |         | Wagshurst                                             | nicht erhalten, div.Register in derzeitiger Orgel                                                                                    |
| 1901      | op. 102 | Allensbach, Kloster Hegne                             | nicht erhalten |
| 1901      | op. 104 | Ballrechten                                           | nicht erhalten |
| 1902      |         | Haslach im Kinzigtal                                  | nicht erhalten |
| 1902      |         | Nollingen                                             | nicht erhalten |
| 1905      | op. 125 | Erzingen                                              | nicht erhalten |
| 1905      | op. 126 | Wolfach                                               | nicht erhalten |
| 1905      | op. 130 | Wollmatingen                                          | nicht erhalten |
| 1906      | op. 135 | Bad Rippoldsau                                        | nicht erhalten, Beratung G. Schweitzer                                                                                               |
| 1907      | op. 139 | Elchesheim                                            | nicht erhalten |
| 1908      |         | Höchenschwand                                         | nicht erhalten |
| 1908      |         | Malsch bei Karlsruhe                                  | nicht erhalten, Beratung Franz Steinhart                                                                                             |
| 1908      | op. 149 | Öflingen                                              | nicht erhalten, Beratung G. Schweitzer                                                                                               |
| 1908      |         | Rettigheim                                            | nicht erhalten |
| 1909      |         | Zoznegg                                               | nicht erhalten |
| 1910      | op. 164 | Beuggen                                               | nicht erhalten |
| 1911      | op. 168 | Rheinheim am Hochrhein                                | nicht erhalten |
| 1912      | op. 180 | Ehrenstetten                                          | nicht erhalten |
| 1911      | op. 171 | Leiberstung                                           | nicht erhalten |
| 1912      | op. 174 | Durmersheim, Maria Bickesheim                         | nicht erhalten, div. Register im Neubau von Mönch erhalten                                                                           |
| 1912      | op. 177 | Neudorf bei Bruchsal                                  | nicht erhalten |
| 1913      |         | Singen am Hohentwiel, St. Petrus und Paulus           | nicht erhalten |
| 1913      |         | Offenburg, Heilig Kreuz                               | nicht erhalten, NB Hess 1957, Winterhalter 2002                                                                                      |
| 1913      |         | Denzlingen                                            | nicht erhalten |
| 1916      |         | Freiburg-Littenweiler                                 | nicht erhalten |
| 1919      |         | Herbolzheim an der Jagst                              | nicht erhalten, Neubau Freiburger Orgelbau 1980                                                                                      |
| 1919      | op. 195 | Wangen am Bodensee                                    | nicht erhalten |
| 1921      | op. 201 | Oos bei Baden-Baden                                   | nicht erhalten, 2 Register in heutiger Orgel                                                                                         |
| 1921      | op. 200 | Freiburg im Breisgau, St. Martin                      | nicht erhalten, Neubau Dold 1956 |
| 1922      |         | Grafenhausen pneum. Umbau                             | nicht erhalten |
| 1922      |         | Ettenheim                                             | nicht erhalten, Neubau Vier 1975 |
| 1923      |         | Tiengen am Hochrhein                                  | nicht erhalten |
| 1924      |         | Freiburg im Breisgau, St. Johann                      | nicht erhalten |
| 1925      |         | Seebach                                               | nicht erhalten |
| 1925      | op. 211 | Singen am Hohentwiel, Herz Jesu                       | nicht erhalten |
| 1925      | op. 212 | Teningen                                              | nicht erhalten |
| 1925      |         | Wyhl am Kaiserstuhl                                   | nicht erhalten |
| 1925      | op. 217 | Überlingen am Bodensee, Münster                       | nicht erhalten |
| 1926      | op. 218 | St. Trudpert im Münstertal                            | nicht erhalten |
| 1927      | op. 221 | Freiburg-St. Georgen                                  | nicht erhalten |
| 1927      | op. 222 | Karlsruhe, Vincentius-Krankenhaus                     | nicht erhalten |
| 1927      | op. 223 | Heidelberg, Orthopädische Klinik                      | nicht erhalten |
| 1929      | op. 230 | Ebersteinburg                                         | nicht erhalten |
| 1929      | op. 231 | Pforzheim, Herz Jesu                                  | nicht erhalten |
| 1928      | op. 228 | Pforzheim, St. Franziskus                             | nicht erhalten |
| 1929      | op. 233 | Hinterzarten                                          | nicht erhalten |
| 1929      | op. 235 | Rietheim bei Villingen                                | nicht erhalten |
| 1930      | op. 236 | Istein im Markgräflerland                             | nicht erhalten |
| 1930      | op. 238 | Mimmenhausen                                          | nicht erhalten, Beratung Richard Hoff                                                                                                |
| 1930      | op. 239 | Strittmatt                                            | nicht erhalten, Neubau 2005 |
| 1931      | op. 242 | Achern, kath. Stadtpfarrkirche                        | nicht erhalten |
| 1931      | op. 241 | Sasbachried                                           | nicht erhalten |
| 1933      | op. 246 | Markdorf, kath. Stadtpfarrkirche                      | nicht erhalten |
| 1934      | op. 248 | Hügelsheim (Gebrauchtorgel aus Münster Bad Säckingen) | nicht erhalten |
| 1936      | op. 254 | Sulzbach im Bauland                                   | nicht erhalten |
| 1943/1944 |         | Todtnau                                               | nicht erhalten, Rieger-Orgel |
| 1949      |         | Worndorf                                              | nicht erhalten, 2007 Neubau Stehle Orgelbau                                                                                          |
| 1959      |         | Weingarten (Ortenau)                                  | nicht erhalten, Neubau Winterhalter                                                                                                  |
| 1975      |         | Waldsassen, Stiftsbasilika Hauptorgel                 | nicht erhalten, Neubau Georg Jann 1989                                                                                               |
| 1991      |         | Hechingen, Stiftskirche Chororgel                     | nicht erhalten, verkauft |